# National Hockey League 1945/1946
National Hockey League 1945/1946 var den 29:e säsongen av NHL. 6 lag spelade 50 matcher i grundserien innan Stanley Cup inleddes den 19 mars 1946. Stanley Cup vanns av Montreal Canadiens som tog sin 6:e titel, efter finalseger mot Boston Bruins med 4-1 i matcher.
Anmärkningsvärt är att regerande mästarna Toronto Maple Leafs missade slutspelet.

## Grundserien
| Nr | Lag                 | S  | V  | O  | F  | GM  | IM  | MS  | P  |
| -- | ------------------- | -- | -- | -- | -- | --- | --- | --- | -- |
| 1  | Montreal Canadiens  | 50 | 28 | 5  | 17 | 172 | 134 | +38 | 61 |
| 2  | Boston Bruins       | 50 | 24 | 8  | 18 | 167 | 156 | +11 | 56 |
| 3  | Chicago Black Hawks | 50 | 23 | 7  | 20 | 200 | 178 | +22 | 53 |
| 4  | Detroit Red Wings   | 50 | 20 | 10 | 20 | 146 | 159 | −13 | 50 |
| 5  | Toronto Maple Leafs | 50 | 19 | 7  | 24 | 174 | 185 | −11 | 45 |
| 6  | New York Rangers    | 50 | 13 | 9  | 28 | 144 | 191 | −47 | 35 |

## Poängligan 1945/1946
Not: SM = Spelade matcher, M = Mål, A = Assists, Pts = Poäng
| Spelare         | Lag                 | SM | M  | A  | Pts |
| --------------- | ------------------- | -- | -- | -- | --- |
| Max Bentley     | Chicago Black Hawks | 47 | 31 | 30 | 61  |
| Gaye Stewart    | Toronto Maple Leafs | 50 | 37 | 15 | 52  |
| Toe Blake       | Montreal Canadiens  | 50 | 29 | 21 | 50  |
| Clint Smith     | Chicago Black Hawks | 50 | 26 | 24 | 50  |
| Bill Mosienko   | Chicago Black Hawks | 40 | 18 | 30 | 48  |
| Maurice Richard | Montreal Canadiens  | 50 | 27 | 21 | 48  |

## Slutspelet 1946
4 lag gjorde upp om Stanley Cup-pokalen, matchserierna avgjordes i bäst av sju matcher.
Semifinaler
Montreal Canadiens vs. Chicago Black Hawks
| Datum   | Hemma               | Mål | Borta               | Mål | Not |
| ------- | ------------------- | --- | ------------------- | --- | --- |
| 19 mars | Montreal Canadiens  | 6   | Chicago Black Hawks | 2   |     |
| 21 mars | Montreal Canadiens  | 5   | Chicago Black Hawks | 1   |     |
| 24 mars | Chicago Black Hawks | 2   | Montreal Canadiens  | 8   |     |
| 26 mars | Chicago Black Hawks | 2   | Montreal Canadiens  | 7   |     |

Montreal Canadiens vann semifinalserien med 4-0 i matcher
Boston Bruins vs. Detroit Red Wings
| Datum   | Hemma             | Mål | Borta             | Mål | Not     |
| ------- | ----------------- | --- | ----------------- | --- | ------- |
| 19 mars | Boston Bruins     | 3   | Detroit Red Wings | 1   |         |
| 21 mars | Boston Bruins     | 0   | Detroit Red Wings | 3   |         |
| 24 mars | Detroit Red Wings | 2   | Boston Bruins     | 5   |         |
| 26 mars | Detroit Red Wings | 1   | Boston Bruins     | 4   |         |
| 28 mars | Boston Bruins     | 4   | Detroit Red Wings | 3   | SD 9.05 |

Boston Bruins vann semifinalserien med 4-1 i matcher

## Stanley Cup-final
Montreal Canadiens vs. Boston Bruins
| Datum   | Hemma              | Mål | Borta              | Mål | Spelplats                | Not      |
| ------- | ------------------ | --- | ------------------ | --- | ------------------------ | -------- |
| 30 mars | Montreal Canadiens | 4   | Boston Bruins      | 3   | Montreal Forum, Montreal | SD 9.08  |
| 2 april | Montreal Canadiens | 3   | Boston Bruins      | 2   | Montreal Forum, Montreal | SD 16.55 |
| 4 april | Boston Bruins      | 2   | Montreal Canadiens | 4   | Boston Garden, Boston    |          |
| 7 april | Boston Bruins      | 3   | Montreal Canadiens | 2   | Boston Garden, Boston    | SD 15.13 |
| 9 april | Montreal Canadiens | 6   | Boston Bruins      | 3   | Montreal Forum, Montreal |          |

Montreal Canadiens vann finalserien med 4-1 i matcher

## NHL awards
| 1945–46 NHL awards         | 1945–46 NHL awards               |
| -------------------------- | -------------------------------- |
| O'Brien Trophy:            | Boston Bruins                    |
| Prince of Wales Trophy:    | Montreal Canadiens               |
| Calder Memorial Trophy:    | Edgar Laprade, New York Rangers  |
| Hart Memorial Trophy:      | Max Bentley, Chicago Black Hawks |
| Lady Byng Memorial Trophy: | Toe Blake, Montreal Canadiens    |
| Vezina Trophy:             | Bill Durnan, Montreal Canadiens  |

## All-Star
| Första                              | Position | Andra                                 |
| ----------------------------------- | -------- | ------------------------------------- |
| Bill Durnan, Montreal Canadiens     | M        | Frank Brimsek, Boston Bruins          |
| Jack Crawford, Boston Bruins        | B        | Ken Reardon, Montreal Canadiens       |
| Butch Bouchard, Montreal Canadiens  | B        | Jack Stewart, Detroit Red Wings       |
| Max Bentley, Chicago Black Hawks    | C        | Elmer Lach, Montreal Canadiens        |
| Maurice Richard, Montreal Canadiens | HF       | Bill Mosienko, Chicago Black Hawks    |
| Gaye Stewart, Toronto Maple Leafs   | VF       | Toe Blake, Montreal Canadiens         |
| Dick Irvin, Montreal Canadiens      | Tränare  | Johnny Gottselig, Chicago Black Hawks |